# ティモシー・ハント
リチャード・ティモシー・ハント（Richard Timothy Hunt、1943年2月19日 - ）は、イギリスの生化学者。ウッズホール海洋生物学研究所の研究者の一人。

## 研究
ウニの初期発生におけるタンパク質合成を解析する過程で、細胞周期の進展と同期して増減するタンパク質を見いだし、これをサイクリン（cyclin）と命名する（1983年発表）。その後、サイクリンはcdc2キナーゼと複合体を形成して細胞周期の中心的な制御因子として働くことが証明され、この分野の発展に大きく貢献した。
この業績により、2001年にノーベル生理学・医学賞を受賞した。共同受賞者は、リーランド・ハートウェルとポール・ナース。

## 発言
2015年6月に大韓民国・ソウルで開催された科学ジャーナリスト世界会議において、「女性が研究室にいると、周囲の男性が女性に恋をするなどして困る」との趣旨の発言をし、これが元でTwitterなどで批判が高まりユニバーシティ・カレッジ・ロンドンの名誉教授職を辞任。

## 略歴
- 1943年　イギリス、ネストン生まれ。
- 1964年　ケンブリッジ大学卒。
- 1968年　ケンブリッジ大学博士課程修了。

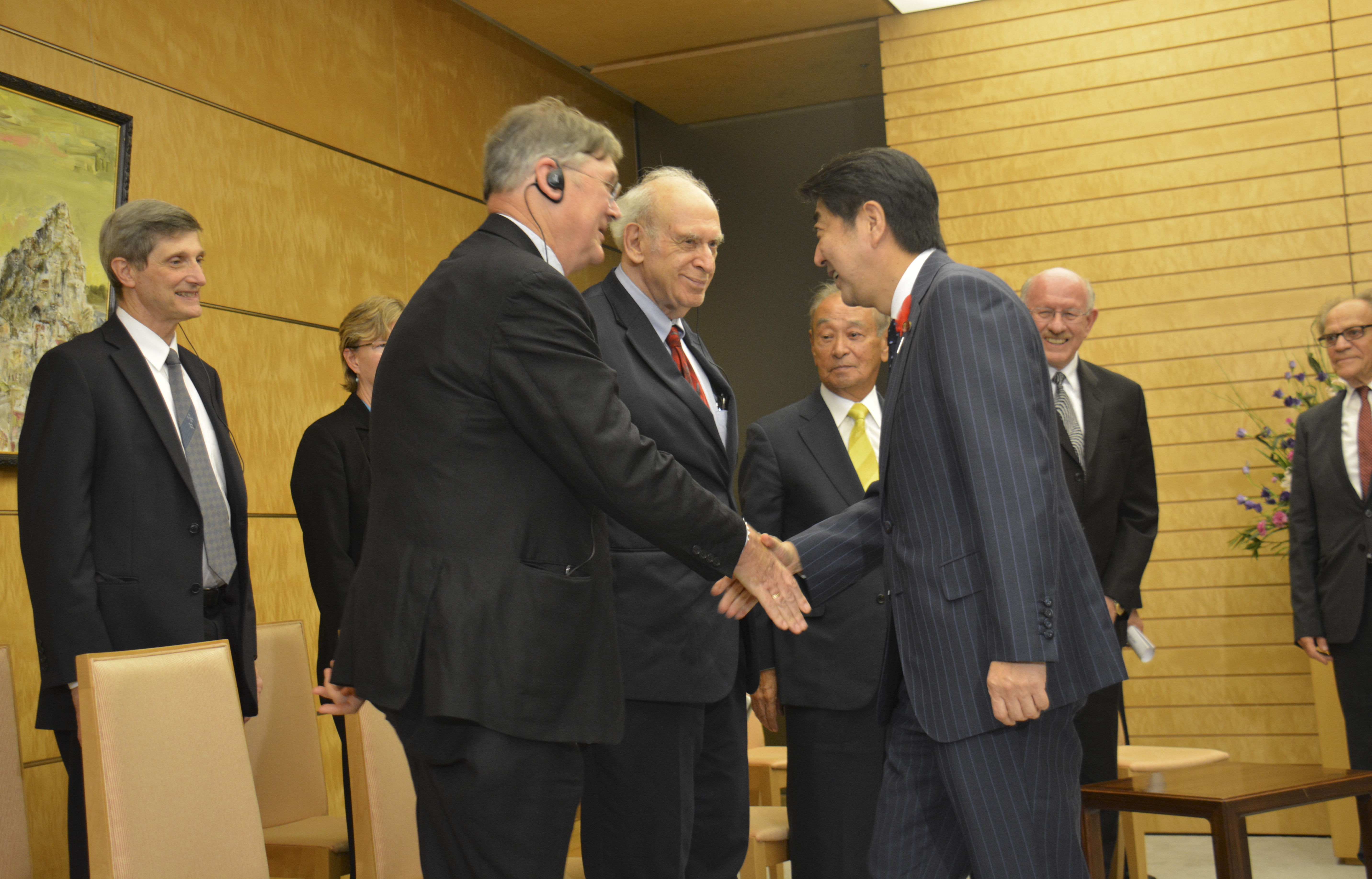
2013年10月4日、総理大臣官邸にて内閣総理大臣安倍晋三（前列右）、沖縄県知事仲井眞弘多（後列右から3人目）、沖縄科学技術大学院大学学園議長トルステン・ウィーセル（後列右端）、理事ジェローム・アイザック・フリードマン（前列中央）、沖縄科学技術大学院大学学長ジョナサン・ドーファン（後列右から2人目）、プロボーストロバート・バックマン（後列左端）と

- 1991年　英国癌研究基金クレラ・ホール研究所（Imperial Cancer Research Fund [ICRF] Clare Hall Laboratories）。
- 2002年 - Cancer Research UK。

## 受賞歴・栄典
- 1991年　王立協会フェロー（Fellows of the Royal Society）
- 1999年　米国ナショナル・アカデミー外国人会員選出（Foreign Associate of the US National Academy of Sciences）
- 2001年　ノーベル生理学・医学賞
- 2003年　クルーニアン・メダル
- 2006年　ロイヤル・メダル